# Dicranophorus minutes
Dicranophorus minutes is een raderdiertjessoort uit de familie Dicranophoridae. De wetenschappelijke naam van deze soort is voor het eerst geldig gepubliceerd in 1937 door Myers.